# فأر رقيق
فأر رقيق (الاسم العلمي: Mus tenellus) (بالإنجليزية: Delicate Mouse)‏ هو نوع من الحيوانات يتبع جنس الفأر من الفصيلة الفأرية.